# CliniClowns
CliniClowns oder Klinikclowns sind die Namen von Vereinen zur Unterstützung des Heilungs- und Genesungsprozesses kranker Menschen durch Clowndoktoren.

## Geschichte
Der gemeinnützige Verein CliniClowns-Austria wurde im September 1991 von Kris Krenn und Stefanie Windischgraetz als Verein zur Förderung und Erforschung der Betreuung kranker Menschen durch Clowns gegründet. Auf Initiative von Kardiologin Dr. Suzanne Rödler konnte Im September 1991 im AKH – Wien, in der Kinderdialysestation, die ersten Clownvisiten in Europa durchgeführt werden. Der Verein griff die aus den USA stammende Idee der Spitalclowns auf. Altbürgermeister Helmut Zilk war Schirmherr des Vereins. Das erste CliniClownpaar Europas waren der Arzt Roman Szeliga und die Schauspielerin Kathy Tanner.

## Aufgaben
Drei hauptberufliche Mitarbeiterinnen und der ehrenamtliche Vorstand/medizinische Beirat leiten die Agenden des Vereins. Sie übernehmen
- die Medizinische Koordination und die Auswahl der Krankenhausabteilungen
- die strategische Planung und Organisation der Clowneinsätze
- die Schulung und laufende Weiterbildung der Clowns
- die Forschung
- das Sponsoring, Fundraising
- das PR & Marketing
- die Veranstaltungsorganisation.

Die Mitglieder der „CliniClowns-Austria“ besuchen heute schwerstkranke Kinder und Erwachsene in Wien, Niederösterreich, Oberösterreich und Vorarlberg. Der Visitenplan sieht wiederkehrende Auftritte der „CliniClowns“ vor, wobei verschiedene Rollen zu Ablenkung und Freude der Patienten zum Einsatz kommen können.

Die „CliniClowns“ werden idealerweise durch die behandelnden Ärzte in den Behandlungsplan aufgenommen. So wird ermöglicht, dass sie 

„den Kindern gerade dann, wenn sie es am meisten brauchen, die entsprechende emotionelle Unterstützung geben.“

.
Die „CliniClowns“ tragen durch ihr Auftreten zur Freundlichkeit und Fröhlichkeit bei, wenn es für die Patienten schwer wird, eine Situation zu ertragen.
Die Patienten, insbesondere die schwerkranken Kinder zeigen nach derartigen Auftritten bessere medizinische Prognosen.
„CliniClowns-Austria“ gehörte am 14. November 2001 zu den ersten 44 Organisationen, die das Österreichische Spendengütesiegel verliehen bekamen.
Das Konzept der „CliniClowns“ als „Spitalclowns“ wurde mittlerweile in Deutschland, Belgien (seit 1993), Niederlande (seit 1992) und Moskau sowie in Frankreich, Großbritannien und Italien übernommen.